# Rat Trap
«Rat Trap» — сингл The Boomtown Rats из альбома A Tonic for the Troops, записанный группой с продюсером Робертом Лангом и выпущенный лейблом Ensign Records в октябре 1978 года. В ноябре сингл поднялся до № 1 UK Singles Chart и продержался на вершине хит-парада две недели.
Rat Trap сбросил оттуда сингл «Summer Nights» (занимавший 7 недель первую строку), и это своё достижение Боб Гелдоф в программе Top of the Pops отметил тем, что разорвал фотографию Оливии Ньютон-Джон и Джона Траволты перед телекамерами к удовольствию собравшихся зрителей.
Рецензент AllMusic Дэйв Томпсон назвал «Rat Trap» — «Богемской рапсодией для поколения опустошённых»; текст песни, по его мнению, «рисует поразительно точную картину дикарского бытия подростка образца 1978 года».

## Чарты
- # 1  UK Singles Chart[3]
- # 61  Billboard Hot 100

## Состав участников
- Боб Гелдоф — вокал, саксофон
- Пит Брикетт[англ.] — бас-гитара, вокал
- Джерри Котт[англ.] — гитара
- Джонни Фингерс[англ.] — клавишные, вокал
- Саймон Кроу[англ.] — ударные, вокал
- Гарри Робертс[англ.] — гитара, вокал